# 콜로라도고원

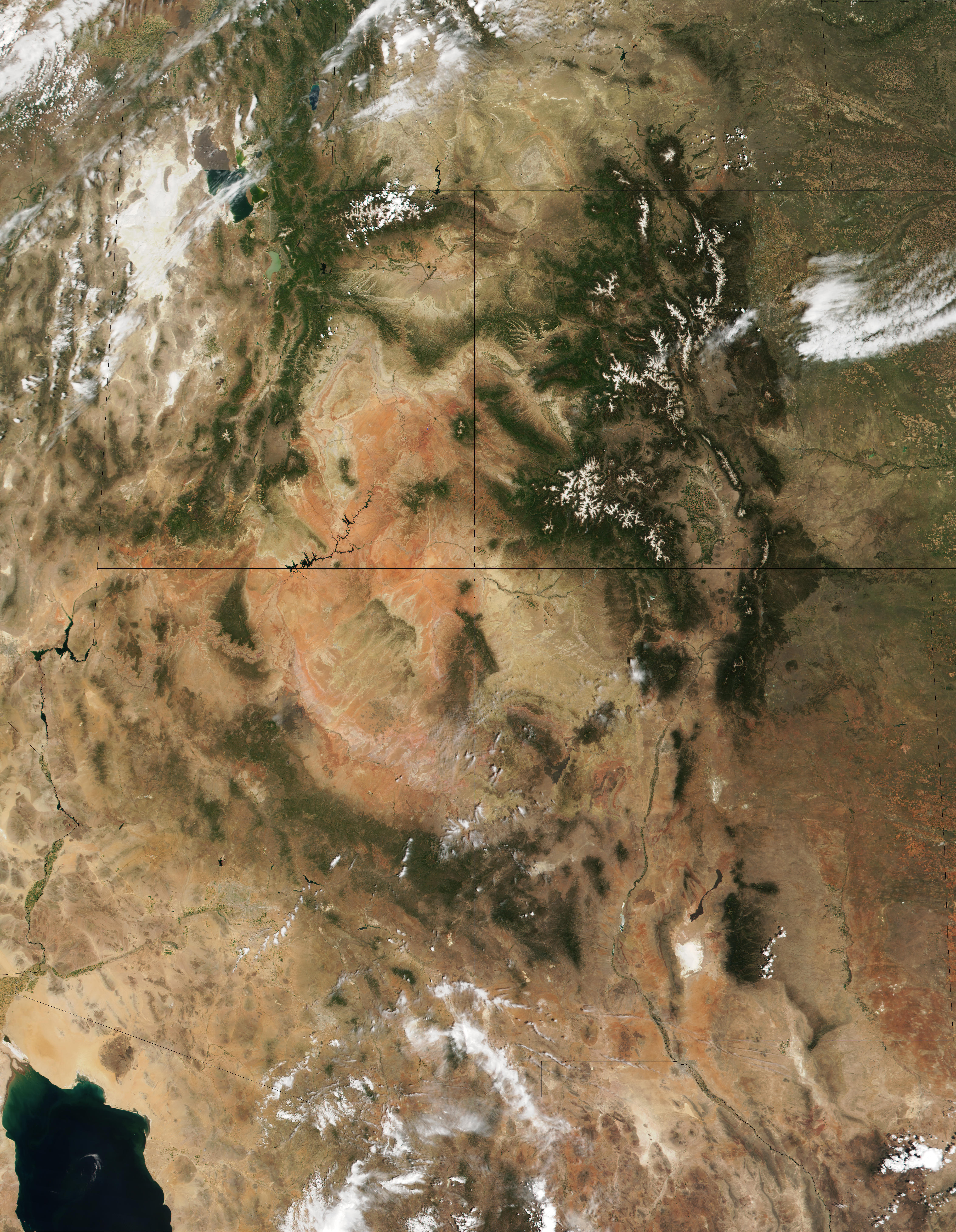

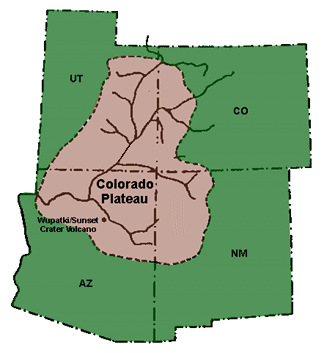
콜로라도고원의 지도

콜로라도고원(Colorado Plateau)은 미국 남서부에 있는 고원이다. 이름과 달리 콜로라도주뿐만 아니라 북서 뉴멕시코주, 남동 유타주, 그리고 북부 애리조나주에도 걸쳐있다. 콜로라도강 및 지류들이 흐르고 있다.

## 같이 보기
- 모하비 사막
- 그레이트베이슨
- 소노라 사막
- 치와와 사막
- 래노에스터카도